# Bì cuốn

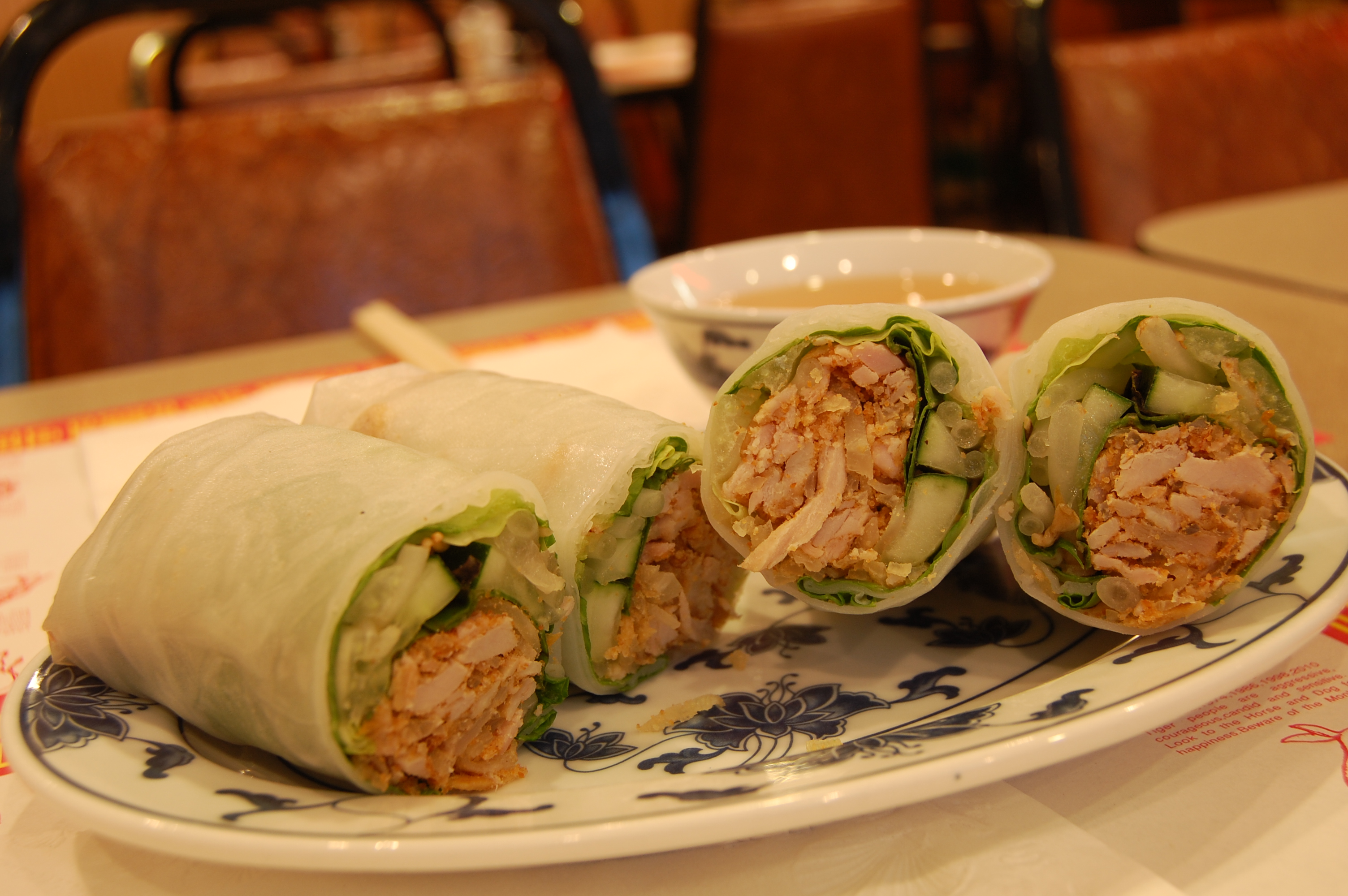
Bì cuốn

Bì cuốn là món ăn làm từ thịt lợn (có da) thái mỏng, cuốn bằng bánh đa nem. Món ăn này thường dùng chung với nước mắm chanh đường tỏi ớt, dưa chua, củ cải trắng và cà rốt.